# Entführung von Elizabeth Smart

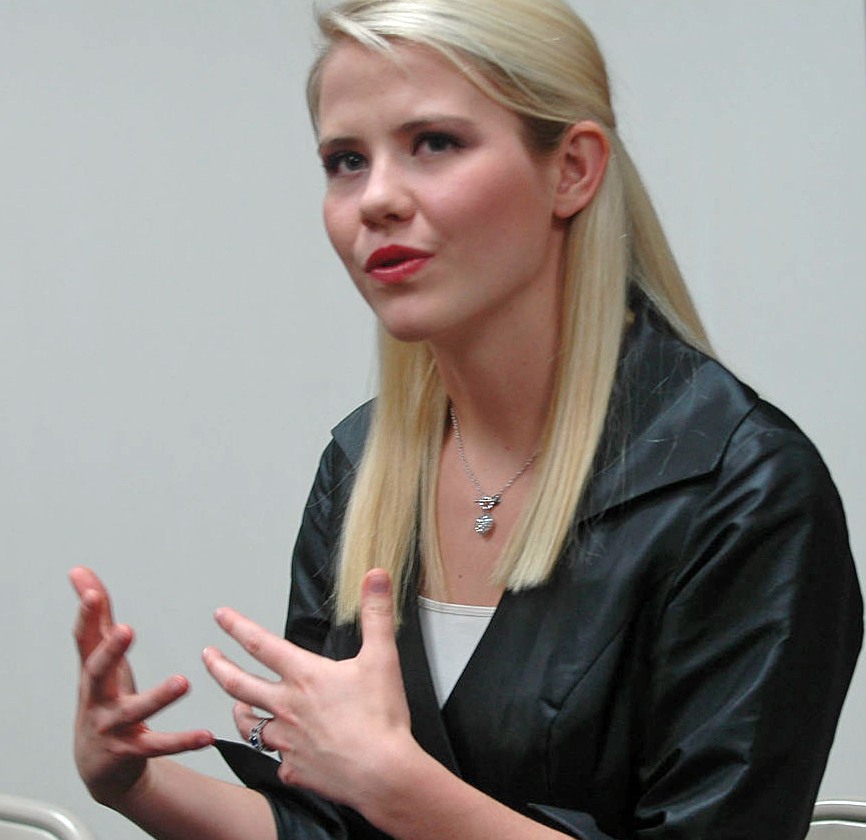
Elizabeth Smart spricht über die Bewältigung von Trauma

Die Entführung von Elizabeth Smart begann 2002, als die US-Amerikanerin aus ihrem Elternhaus in Salt Lake City im US-Bundesstaat Utah entführt worden war. 2003 wurde sie nach neun Monaten in Sandy im Salt Lake County entdeckt. Die Polizei verhaftete die beiden Entführer und rettete das Mädchen. 

## Leben
Elizabeth Smart wurde am 3. November 1987 in Salt Lake City geboren und stammt aus einer gläubigen und wohlhabenden Mormonen-Familie. Sie ist die Tochter von Ed und Lois Smart, hat eine Schwester, Mary Katherine, und vier Brüder, Andrew, Edward, Charles und William. Die Familie lebt in Salt Lake City. Seit 2003 besuchte sie die East High School in Salt Lake City. Sie absolvierte ein Harfenstudium an der Brigham Young University in Provo. 
Ihre Eltern Ed und Lois Smart veröffentlichten am 28. Oktober 2003 das Buch Bringing Elizabeth Home, das die Grundlage des Films The Elizabeth Smart Story vom 9. November 2003 gewesen ist. Am 5. Mai 2006 war Elizabeth Smart gemeinsam mit ihrem Vater Ed Smart zu Gast in der CNN-Talkshow Larry King Live.

## Entführung
Elizabeth Smart wurde am 5. Juni 2002 nachts aus dem Kinderzimmer ihres Elternhauses vor den Augen ihrer Schwester Mary Katherine in Salt Lake City im US-Bundesstaat Utah entführt. Ihr Vater Ed Smart hatte direkt nach der Entführung zusammen mit seiner Frau Lois und zahlreichen Verwandten eine Publicity-Kampagne gestartet und eine Belohnung von 250.000 US-Dollar ausgesetzt. Aus der Bevölkerung gingen mehr als 16.000 Hinweise ein. 
Am 12. März 2003 hatte eine Frau Elizabeth Smart in Begleitung eines Mannes und einer Frau auf einem Parkplatz vor einer Filiale von Burger King in dem Vorort Sandy wiedererkannt. Daraufhin alarmierte die Zeugin die Polizei. Die beiden Verdächtigen Brian David Mitchell und Wanda Eileen Barzee konnten festgenommen werden. Das Mädchen trug einen Schleier und eine dunkle Sonnenbrille. Sie wurde von den Behörden nach 280 Tagen Gefangenschaft befreit und in Sicherheit gebracht. 
Nach dem obdachlosen Brian David Mitchell war erst im Monat zuvor in der Fernsehsendung America's Most Wanted landesweit gesucht worden. Die Entführer hatten Elizabeth Smart während der gesamten Gefangenschaft auf der Straße hausen lassen. Die neunmonatige Marter hat bei dem Mädchen tiefe Spuren hinterlassen. Nach der langen Isolation vom normalen Leben war ihre Persönlichkeit so stark verändert worden, dass die Polizei vermutete, sie sei einer Gehirnwäsche unterzogen worden.
Elizabeth Smart sei nervös gewesen und habe zunächst mit den Behörden nicht sprechen wollen. Nach eigenen Aussagen habe Brian David Mitchell das Mädchen als Zweitfrau gewollt. Die Kidnapper sollen das Mädchen zunächst in einem Keller in Salt Lake City und später in den Bergen in der Nähe der Stadt versteckt gehalten haben. Die Entführer reisten mit dem Mädchen zunächst nach San Diego in Kalifornien und Atlanta in Georgia. Der Fall Elizabeth Smart sorgte innerhalb der Vereinigten Staaten für großes öffentliches Interesse.

## Strafverfahren
Mitchells Anwälte versuchten, Mitchell aufgrund einer psychischen Erkrankung für verhandlungsunfähig zu erklären. Nachdem dies vorübergehend geschah, wurde Mitchell 2010 vom Gericht als verhandlungsfähig eingestuft. 2011 wurde er zu lebenslanger Haft ohne Bewährungsmöglichkeit verurteilt.
Wanda Eileen Barzee wurde zu 15 Jahren Haft verurteilt und wurde im September 2018 entlassen.